# Madoi (sockenhuvudort i Kina, Qinghai Sheng, lat 35,02, long 96,37)
Madoi (kinesiska: 麻多, 麻多乡) är en sockenhuvudort i Kina. Den ligger i provinsen Qinghai, i den nordvästra delen av landet, omkring 520 kilometer väster om provinshuvudstaden Xining. Antalet invånare är 4 353. Befolkningen består av 2 137 kvinnor och 2 216 män. Barn under 15 år utgör 31 %, vuxna 15-64 år 64 %, och äldre över 65 år 3,0 %.
Trakten runt Madoi är nära nog obefolkad, med mindre än två invånare per kvadratkilometer. Trakten runt Madoi består i huvudsak av gräsmarker.
Genomsnittlig årsnederbörd är 568 millimeter. Den regnigaste månaden är juli, med i genomsnitt 165 mm nederbörd, och den torraste är december, med 3 mm nederbörd.